# Orbea laikipiensis
Orbea laikipiensis är en oleanderväxtart som först beskrevs av Michael George Gilbert, och fick sitt nu gällande namn av P.V. Bruyns. Orbea laikipiensis ingår i släktet Orbea och familjen oleanderväxter. Inga underarter finns listade i Catalogue of Life.